# Ismael Athuman
Ismael Said Athuman González, abrégé Ismael Athuman, né le 1er février 1995 à Maspalomas en Espagne, est un footballeur international kényan. Il évolue au poste de défenseur central avec Las Palmas Atlético, l'équipe réserve de l'UD Las Palmas.

## Carrière

### En club
Ismael Athuman rejoint l'équipe réserve du Grenade CF en toute fin du mercato d'hiver 2017.

### En sélection
Malgré le fait qu'il n'ait jamais vécu au Kenya, Ismael Athuman est sélectionnable avec ce pays car son père est kényan. Il honore sa première sélection le 31 mai 2016 lors d'un match amical contre le Soudan, en entrant à la mi-temps.

## Statistiques
| Saison                | Club                  | Championnat           | Championnat | Championnat | Coupe(s) nationale(s) | Coupe(s) nationale(s) | Kenya | Kenya | Total | Total |
| Saison                | Club                  | Division              | M.          | B.          | M.                    | B.                    | M.    | B.    | M.    | B.    |
| 2014-2015             | Las Palmas Atlético   | Segunda División B    | 6           | 0           | -                     | -                     | -     | -     | 6     | 0     |
| 2015-2016             | Las Palmas Atlético   | Tercera División      | 3           | 0           | -                     | -                     | -     | -     | 3     | 0     |
| 2015-2016             | CP Cacereño (prêt)    | Segunda División B    | 13+1        | 0           | -                     | -                     | 2     | 0     | 16    | 0     |
| 2016-2017             | Las Palmas Atlético   | Tercera División      | -           | -           | -                     | -                     | 1     | 0     | 1     | 0     |
| Sous-total            | Sous-total            | Sous-total            | 23          | 0           | -                     | -                     | 3     | 0     | 26    | 0     |
| 2016-2017             | Grenade CF B          | Segunda División B    | 6           | 0           | -                     | -                     | -     | -     | 6     | 0     |
| Sous-total            | Sous-total            | Sous-total            | 6           | 0           | -                     | -                     | -     | -     | 6     | 0     |
| 2017-2018             | CF Fuenlabrada        | Segunda División B    | 12          | 0           | 1                     | 0                     | 2     | 0     | 15    | 0     |
| Sous-total            | Sous-total            | Sous-total            | 12          | 0           | 1                     | 0                     | 2     | 0     | 15    | 0     |
| 2018-2019             | Las Palmas Atlético   | Segunda División B    | 12          | 1           | -                     | -                     | 4     | 0     | 16    | 1     |
| Sous-total            | Sous-total            | Sous-total            | 12          | 1           | -                     | -                     | 4     | 0     | 16    | 1     |
| Total sur la carrière | Total sur la carrière | Total sur la carrière | 53          | 1           | 1                     | 0                     | 9     | 0     | 63    | 1     |